# Midsund
Midsund è un ex comune norvegese della contea di Møre og Romsdal. Dal 1º gennaio 2020 fa parte del comune di Molde.